# Herrschaft Werdenstein

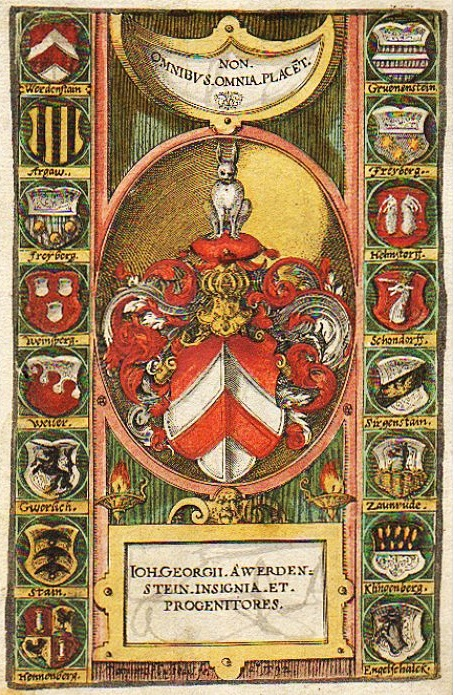
Wappen der Herren von Werdenstein auf einem Exlibris des Domherrn Johann Georg von Werdenstein († 1608)

Die Herrschaft Werdenstein war ein kleines Herrschaftsgebiet der Herren von Werdenstein mit dem Stammsitz auf der Burg Werdenstein im Immenstädter Ortsteil Eckarts. Sie ist nicht zu verwechseln mit der gleichnamigen Herrschaft Werdenstein, den Grafen von Werdenberg oder der Grafschaft Werdenfels.

## Geschichte
Das ursprünglich sicherlich edelfreie Geschlecht der Werdensteiner schloss sich früh der Gefolgschaft des Stiftes Kempten an. Als erster Namensträger erscheint 1239 ein Hildebrand von Werdenstein als Zeuge in einer Urkunde des Klosters Kempten.
Ab 1350 dienten die Werdensteiner dem Stift als Erbkämmerer und erhielten dafür u. a. vier Häuser in Kempten als Lehen. Zu Beginn des 15. Jahrhunderts unterwarf sich die Familie jedoch dem Haus Österreich. Offenbar wollte man so eine größere Unabhängigkeit vom Fürststift erreichen und sich auch gegen die mächtigen Grafen von Montfort behaupten, die nur wenige Kilometer südöstlich auf der großen Doppelburg Rothenfels-Hugofels saßen.
1457 belagerte Graf Hugo von Montfort den Werdenstein während einer Fehde. 1464 erscheint die Höhenburg unter den österreichischen „Schwabenlehen“. Die Werdensteiner hatten also ihre Herrschaft den Erzherzögen unterstellt und als Lehen zurückerhalten. 1491 stand Hildbrand von Werdenstein in den Diensten Maximilians I.
1525 plünderten die Aufständischen die Burg während des Bauernkrieges. Der Burgherr Georg flüchtete hinter die schützenden Mauern der nahen Reichsstadt Kempten und hielt die Kriegsereignisse in der „Werdensteiner Chronik“ fest.
Nachdem die Familie 1659 in ihre neu erworbene Herrschaft Dellmensingen bei Ulm übersiedelte, wurde die Höhenburg nur mehr von einem Verwalter bewohnt. Gelegentlich nutzten die Werdensteiner ihre Stammburg noch bis 1782 als Sommersitz.

## Neuzeit
Ende des 18. Jahrhunderts befand sich der letzte Freiherr, Anton Christoph von Werdenstein in finanziellen Schwierigkeiten und musste die Burg 1785 an den Grafen Franz Fidel von Königsegg-Rothenfels verkaufen. Anton Christoph von Werdenstein wollte so seinen neun Töchtern aus der Ehe mit 
Anna Maria von Westernach (1796) zumindest die Herrschaft Dellmensingen erhalten. Zur Herrschaft gehörten zu dieser Zeit u. a. Höfe in Dietzen, Eckarts, Lachen, Thanners und Zellers sowie die Werdensteiner Mühle. Mit dem Freiherrn starb das alte Allgäuer Edelgeschlecht 1796 im Mannesstamm aus. Seine beiden Söhne verstarben bereits im Kindesalter.
Die Grafen von Königsegg hatten selbst keine Verwendung für den alten Edelsitz und ließen wenig später die Dächer abdecken. Die Burg begann danach endgültig zu verfallen. 1804 erwarben die Habsburger die Herrschaft von den Königseggern.
Bereits 1805 kam der Besitz an den bayerischen Staat, der die Burgruine 1821 an den Gutsbesitzer Gruber veräußerte. Der neue Besitzer beutete die Mauerreste als Steinbruch aus. 1898 kaufte die Familie Rapp das Gelände und bewirtschaftete seitdem den Hof vor der Burg.